# Guy Le Strange
Guy Le Strange (Bruxelles, 24 luglio 1854 – Cambridge, 24 dicembre 1933) è stato un orientalista britannico.

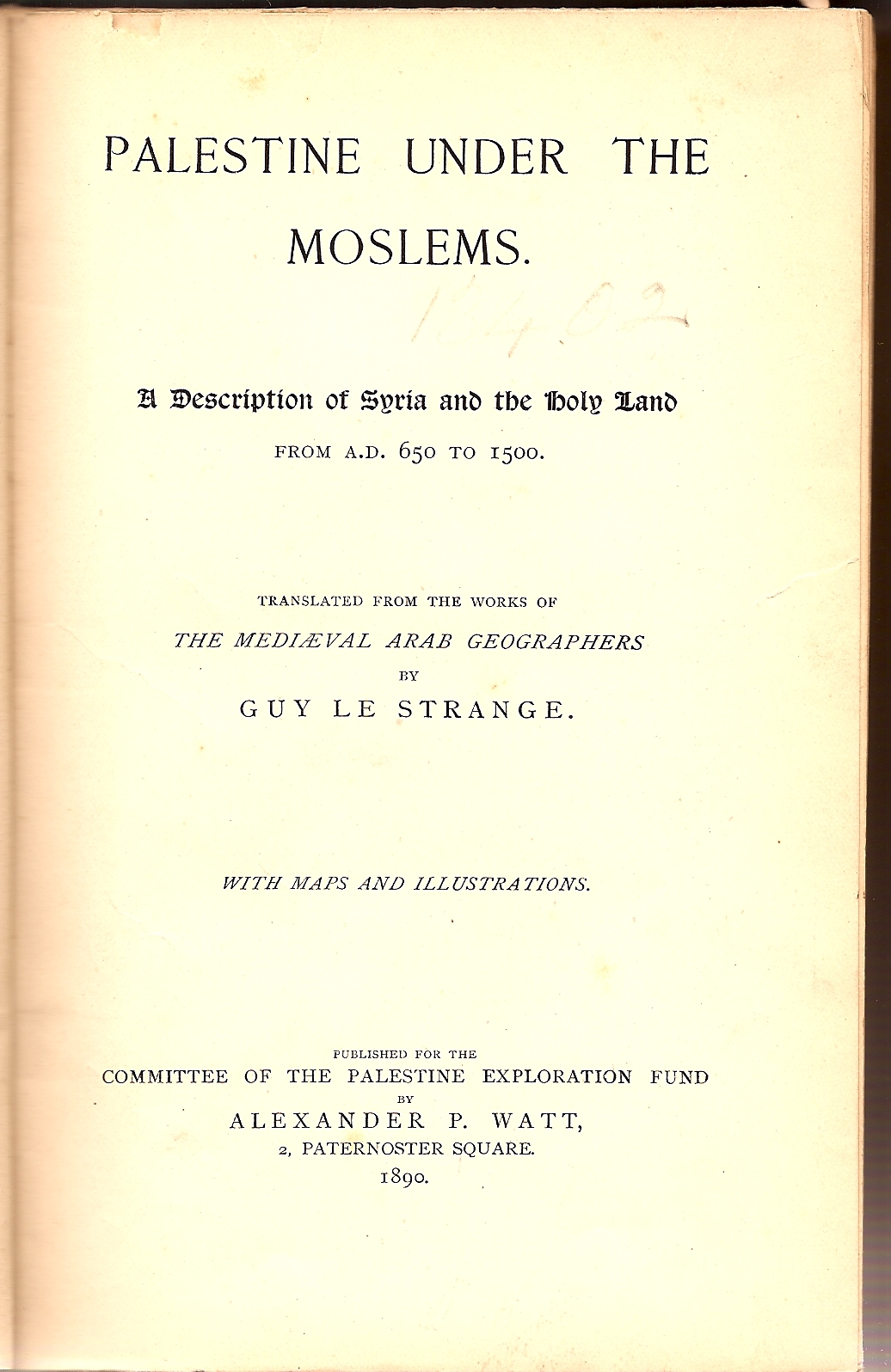
Palestine Under the Moslems: A Description of Syria and the Holy Land from A.D. 650 to 1500

Nato a Bruxelles  e morto a Cambridge, era figlio minore di Henry L'Estrange Styleman Le Strange di Hunstanton, Norfolk. Studiò al Clifton College ed era un apprezzato studioso, specializzato nelle discipline di Geografia storica del Vicino e Medio Oriente islamico e nell'edizione di testi geografici persiani. Fu uno studioso di lingua persiana, di lingua araba e di lingua spagnola.
Gibb fu uno dei Fondi originali del E. J. W. Gibb Memorial, un'organizzazione che dal 1905 ha pubblicato i volumi delle Gibb Memorial Series.

## Opere

### Libri
- Gottlieb Schumacher, Laurence Oliphant e Guy Le Strange, Across the Jordan; being an exploration and survey of part of Hauran and Jaulan, London, Watt, 1889.
- Guy Le Strange, Palestine Under the Moslems: A Description of Syria and the Holy Land from A.D. 650 to 1500, London, Committee of the Palestine Exploration Fund, 1890, OCLC 1004386.
- Guy Le Strange, Baghdad during the Abbasid Caliphate: from contemporary Arabic and Persian sources, Oxford, Clarendon Press, 1900.
- Guy Le Strange, Baghdad during the Abbasid Caliphate: from contemporary Arabic and Persian sources, 2ª ed., Oxford, Clarendon Press, 1922.
- Guy Le Strange, Mesopotamia and Persia under the Mongols, in the fourteenth century A.D. From the Nuzhat-al-Ḳulūb of Ḥamd-Allah Mustawfī, London, Royal Asiatic Society, 1903, OCLC 5235794.
- Guy Le Strange, The Lands of the Eastern Caliphate: Mesopotamia, Persia, and Central Asia, from the Moslem Conquest to the Time of Timur, New York, Barnes & Noble, Inc., 1905, OCLC 1044046. + Index

### Articoli
- Ibn al-Furat e Le Strange, The Death of the Last Abbasid Caliph, from the Vatican MS. of Ibn al-Furat, in Journal of the Royal Asiatic Society, vol. 32, 1900,  pp. 293–300.